# 埃米爾阿卜杜勒 (艾因泰穆尚特省)

35°13′28″N 1°24′12″W / 35.22444°N 1.40333°W
埃米爾阿卜杜勒（阿拉伯语：‎），是阿爾及利亞的城鎮，位於該國西北部艾因泰穆尚特省，由貝尼薩夫區負責管轄，面積46平方公里，2010年人口4,554，人口密度每平方公里99人。